# Сушій Володимир Іванович
Володимир Іванович Сушій (нар. 26 червня 1960) — радянський та російський футболіст українського походження, нападник.

## Життєпис
Професіональну кар'єру ропочав 1979 року в горлівському «Шахтарі». У 1980-1981 році проходив службу в армії. З 1982 по 1986 рік виступав за п'ятигорський «Машук» (з перервою в 1984 році, коли грав за «Ротор»). З 1987 по 1993 виступав за ставропольське «Динамо». У першій половині 1990-их років виступав також за нижчолігові російські клуби «Динамо-АПК», «Терек», «Локомотив» (Нижній Новгород) та «Вінець» (Гулькевичі). У 1995 році зіграв 2 матчі та відзначився 1 голом у Вищій лізі Білорусі за ФК «Бобруйськ». Після цього завершив професіональну кар'єру. У другій половині 1990-их років виступав за аматорські клуби «Гігант» (Сотниківське), «Червоний металіст» (Ставрополь) та «Колос» (Красногвардійське). Футбольну кар'єру завершив 2010 року в складі «Газовика» (Риздвяний).